# John Searle
John Rogers Searle (Denver, Colorado, 31 de juliol de 1932) és professor de filosofia a la Universitat de Califòrnia, Berkeley, i és cèlebre per les seves contribucions a la filosofia del llenguatge, a la filosofia de la ment i de la consciència, a les característiques de les realitats socials enfront de les realitats físiques, i al raonament pràctic. Li va ser concedit el premi Jean Nicod el 2000 i és membre de l'Acadèmia Europea de Ciències i Arts.
A part de la seva activitat acadèmica, el professor Searle va ser també el primer professor en exercici a unir-se al Free Speech Movement a la Universitat de Berkeley. Searle va estudiar a la Universitat d'Oxford gràcies a una beca Rhodes.
John Searle és molt conegut pel desenvolupament d'un experiment mental anomenat "l'argument de l'habitació xinesa". Ho va crear per demostrar que el pensament humà no es compon de simples processos computacionals.
Va participar en un simposi sobre el diàleg ciència-fe, celebrat a la Ciutat del Vaticà l'any 2000, com a part del Jubileu dels Científics.
L'any 2013 va ser escollit per impartir la càtedra Professor Albert el Gran de la Universitat de Colònia, Alemanya, la mateixa que han impartit filòsofs de la talla d'Arthur C. Danto, Jean-Luc Nancy, Giorgio Agamben, Enrique Dussel, Noam Chomsky i Martha Nussbaum.

## Actes de Parla: Força il·locutiva
Les primeres obres de Searle van continuar els treballs dels seus mestres John Langshaw Austin i P. F. Strawson.
Concretament, en actes de parla Searle desenvolupa l'anàlisi d'Austin sobre els enunciats d'acció o "performatius". Searle es va centrar en allò que Austin havia anomenat actes locutius, actes que es realitzen dient alguna cosa. En les frases següents (Actes de la parla, p. 31):
1. Joan fuma habitualment.
2. Joan fuma habitualment?
3. Joan, fuma habitualment!
4. Tant de bo que Joan fumés habitualment.

Cadascuna té el mateix contingut proposicional (Joan fumant), tot i que es diferencien en la seva força il·locutiva, ja que són, respectivament, una asseveració, una pregunta, una ordre i una expressió de desig.
Searle assumeix que les forces il·locutives d'una oració es poden descriure seguint regles o condicions específiques. Aquestes regles estableixen les circumstàncies i el propòsit de diferents actes il·locutius. Searle dona quatre tipus generals de regles.
En general una il·locució tindrà cert contingut proposicional. Per exemple, una petició tindrà certa acció futura en el seu contingut, mentre que una sentència pot tenir qualsevol proposició com contingut. Algunes il·locucions, com les salutacions, no disposen de contingut proposicional.
Són necessàries certes condicions prèvies per a l'èxit bo de cada tipus d'il·locució. Per exemple, per a realitzar correctament una petició cal que l'oient pugui realitzar l'acció sol·licitada i que el parlant cregui que l'oient pot realitzar aquesta acció. Perquè una salutació sigui reeixida l'oient i el parlant o bé acaben de trobar-se o acaben de ser presentats. Searle anomena això condicions preparatòries.
Una salutació pot no ser sincera, però per agrair realment alguna cosa a algú, cal que el parlant sigui sincer, i per fer una pregunta sincera el parlant ha de voler conèixer la resposta. Searle anomena això la condició de sinceritat.
Segons Searle, cada il·locució es pot descriure en termes del que s'intenta fer. D'aquesta forma una asseveració pretén que alguna cosa realment és el cas. Una pregunta és un intent d'elucidar certa informació. Agrair pretén ser una expressió de gratitud. Aquest intent del parlant, o intencionalitat d'una sentència esdevé un aspecte principal de l'obra posterior de Searle.
Tot i que molts ho creuen, Searle mai ha proposat una definició clara del que són realment els actes il·locutius. Els conceptes que suggereix varien substancialment al llarg dels anys (cf. Searle 1969, 1979, 1983).

## Intencionalitat
Searle posteriorment va generalitzar aquesta descripció basada en regles de la força il·locutiva com un cas específic d'intencionalitat. Searle identifica una propietat dels fenòmens intencionals dita la direcció d'encaix. Per exemple, quan veiem una flor, el nostre estat mental s'encaixa amb l'estat del món, i la direcció d'encaix és ment-vers-el món. Però si allarguem la mà per agafar la flor, el nostre objectiu és fer que el món encaixi amb el nostre estat mental, i en aquest cas la direcció d'encaix és món-vers-la ment.
També desenvolupa el terme fons (background), utilitzat aquí de forma bastant tècnica, i que ha estat l'origen de certa discussió filosòfica. Bàsicament és el context dins el qual ocorre l'acte intencional. De forma significativa inclou la comprensió del món per part de l'actor, així com la participació d'altres en les activitats intencionals.

## Intencionalitat social
Searle crea una forta base teòrica per a l'ús de la noció d'intencionalitat en un context social. La intencionalitat és un terme tècnic filosòfic que significa dotació de contingut (aboutness). La intencionalitat indica que algú associa cert significat a un objecte, tal com una creença sobre aquell, la seva possessió, el seu menyspreu, etc. Inclou l'ús ordinari de pretensió però ho amplia. En Collective Intentions and actions, Searle busca explicar les intencions col·lectives com una forma d'intencionalitat. En les seves obres anteriors proporciona normatives referents a la intencionalitat en el llenguatge. Searle desenvolupa aquest tema buscant un conjunt de regles que siguin essencials per a la intencionalitat col·lectiva.
Searle sosté aquesta anàlisi amb cinc tesi. Les tres primeres són:
1. El comportament intencional col·lectiu hi és, i no és la suma dels comportaments intencionals individuals.
2. La intencionalitat col·lectiva no es pot reduir a intencionalitats individuals.
3. Les dues tesis precedents són consistents amb les següents restriccions:

a. La societat es compon exclusivament d'individus; no hi ha res semblant a la consciència de grup o l'esperit de grup.
b. La intencionalitat de grup o individual és independent de la falsedat o veracitat de les creences de l'individu.
Per satisfer aquestes tesis, Searle desenvolupa una notació per la intencionalitat col·lectiva que enllaça una intenció individual amb una col·lectiva, però manté les dues intencions separades. En efecte, una intenció individual pot tenir com a expressió una intenció col·lectiva. La creació d'una intenció col·lectiva pressuposa que algú comprèn que altres poden participar en la intenció, de manera que:
4. La intenció col·lectiva pressuposa un sentiment que l'altre és un actor social que pot participar en una activitat col·lectiva.
Juntes, aquestes tesis condueixen a l'afirmació que:
5. La teoria de la intencionalitat al costat de la noció de rerefons pot explicar la intencionalitat col·lectiva.

## IA fort: l'habitació xinesa
Vegeu també: Habitació xinesa
L'argument en contra del que Searle denomina intel·ligència artificial forta és part d'una posició més àmplia pel que fa a la relació ment-cos. La tesi central de la intel·ligència artificial forta és que els processos realitzats per un ordinador són idèntics als que realitza el cervell i, per tant, es pot deduir que, si el cervell genera consciència, també els ordinadors han de ser conscients. Per refutar aquesta posició, Searle desenvolupa el següent experiment mental.
Imaginem que un individu és col·locat en una habitació tancada a l'exterior a la Xina. Per una escletxa li són lliurats papers amb símbols xinesos que desconeix absolutament, ja que l'individu no coneix l'idioma xinès. Amb unes instruccions en anglès (o qualsevol altra que fos la seva llengua mare) se li indica que ha de treure per la mateixa escletxa una resposta d'acord amb un manual que se li ha lliurat. En aquest manual només apareixen símbols xinesos d'entrada i els corresponents símbols de sortida. Així, l'individu pot localitzar els símbols que li són lliurats i pot treure papers amb símbols diferents. Els xinesos que estiguin fora de l'habitació pensaran que el de l'habitació coneix el xinès, atès que han rebut respostes satisfactòries (compareu-ho amb el test de Turing).
Searle considera que el mateix passa amb un ordinador. Aquest manipula diferents codis sintàctics que res tenen a veure amb la comprensió semàntica dels continguts processats. Evidentment, el concepte d'intencionalitat està en el fons de l'argument de l'habitació xinesa de Searle en contra de la intel·ligència artificial.

## Filosofia de la ment: naturalisme biològic
Searle considera que el famós problema ment-cos té una solució filosòfica senzilla disponible des de fa més o menys un segle: la consciència és un fenomen neurobiològic causat pel cervell. La solució neurològica és més complicada i hem d'esperar que els neurocientífics facin la seva tasca.
Searle s'oposa tant al dualisme com al materialisme, en favor d'una posició, que anomena naturalisme biològic. El dualisme comet l'error de considerar la consciència com una substància separada i per sobre del que és material. El materialisme comet l'error de negar els fets bàsics de la consciència, inclusivament seva existència. Tots dos estan equivocats des de l'arrel cartesiana que els va donar origen. Les categories físic i mental estan carregades amb un significat antagònic del qual ens hem de desfer.
El naturalisme biològic considera a la consciència com un tret de nivell superior del sistema nerviós. Searle considera que, de la mateixa manera en què les molècules d'H2O tenen una manera de ser de tercera persona però generen característiques de nivell superior com la solidesa o la liquiditat, de manera anàloga el cervell genera un tret a nivell del sistema que és la consciència. La consciència té una ontologia (mode d'existència) de primera persona la principal característica és ser subjectiva, qualitativa i unificada, a diferència d'objectes no-conscients la ontologia és de tercera persona. Aquesta característica de la consciència fa impossible reduir-la a mers esdeveniments neurobiològics, tot i estar causada per aquests.

## Construcció de la realitat social
Searle ha aplicat recentment la seva anàlisi de la intencionalitat a la construcció social. El seu interès se centra en la manera com certs aspectes del nostre món es materialitzen com a resultat de la intencionalitat combinada d'aquells que els fan servir. Per exemple, un bitllet de cinc euros és un bitllet de cinc euros tan sols en virtut de la intencionalitat col·lectiva. És pel fet que algú pensa que val cinc euros i que un altre també pensa que val cinc euros que pot realitzar la seva funció econòmica. Això és així independentment que el govern doni suport al valor de la moneda. Imaginem un cas en el qual intentem comprar alguna cosa a algú que no reconeix el valor del bitllet. Llevat que el convencem del seu valor, l'únic que tenim és un tros de paper de colors. D'altra banda, un objecte que no disposi del suport de cap govern, com per exemple un segell antic, pot ser un objecte vàlid en una transacció comercial si tots dos participants hi estan d'acord. Aquests objectes construïts socialment impregnen les nostres vides. El llenguatge que utilitzem, el concepte de propietat i les relacions amb els altres depenen fonamentalment de tals intencionalitats implícites. Searle estén la seva anàlisi de la realitat social a la creació d'institucions com el matrimoni i les universitats. Sosté que tant el valor del bitllet de cinc euros com la institució de la universitat s'han creat per tres principis primitius: la intencionalitat col·lectiva, l'assignació de funció i les regles constitutives.
L'aproximació de Searle a la construcció social és molt diferent i divergent d'aquells que suggereixen que no hi ha una realitat independent de la ment i que el que anomenem realitat és una construcció social. Cap al final de The construction of social reality, Searle presenta un argument a favor de realisme. Els seus arguments no enfoquen la construcció social de la realitat sinó la construcció de la realitat social. Sosté que "tota realitat social posseeix una estructura lògica constituïda lingüísticament" en un article anomenat "Social reality and linguistic representation".

## Obres
- Consciousness - Annu Rev Neurosci. 2000;23:557-78. Review.
- La conciencia
- 'Is the Brain a Digital Computer? Presidential Address to the American Philosophical Association
- Speech Acts: An essay in the Philosophy of language, (1969) (Actos de habla, Ed. Cátedra, 2001 -quinta edición-)
- The Campus War, (1971)
- Expression and Meaning, (1979)
- "Minds, Brains and Programs", The Behavioral and Brain Sciences.3, pp. 417–424. (1980)
- Intentionality: An essay in the Philosophy of Mind, (1983) (Intencionalidad, Ed. Tecnos, 1992)
- Minds, Brains and Science, Harvard University Press, Cambridge, Mass. (1984) (Mentes, cerebros y ciencia, Ed. Cátedra, 2001)[1]
- "Collective intentions and actions".(1990) in Intentions in Communication J. M. P. R. Cohen, & M. and E. Pollack. Cambridge, Mass.:. MIT Press: 401-416.
- The Rediscovery of the Mind, (1992) (El redescubrimiento de la mente, Ed. Crítica, 1994)[2]
- The Construction of Social Reality, (1995) (La construcción de la realidad social, Ed. Paidos, 1997)[3]
- Mind, Language, and Society: Philosophy in the Real World (1998)[4]
- Rationality in Action, MIT Press, (2001)
- The Rediscovery of the Mind, (1992) ISBN 0-262-69154-X
- Mind: A Brief Introduction, (2004)[5]